# Enciclopédia dos Povos Indígenas no Brasil
A Enciclopédia dos Povos Indígenas no Brasil é uma enciclopédia especializada sobre os povos indígenas no Brasil, publicada desde 1998 na internet, pelo Instituto Socioambiental (ISA).
Em 2012, o site Povos Indígenas no Brasil completou 15 anos. Conta hoje com mais de 200 verbetes, com informações etnográficas detalhadas sobre os povos indígenas no Brasil, além de artigos gerais sobre políticas indigenistas, direitos, iniciativas indígenas, terras indígenas. Disponibiliza também vasto acervo de notícias publicadas sobre os povos.
A conformação desse trabalho remonta ao início dos anos 70. No auge da ditadura militar, o lançamento do Plano de Integração Nacional pelo governo brasileiro implicou a implantação de projetos econômicos e estradas na Amazônia, assolando territórios de povos indígenas ainda isolados da sociedade nacional. Naquela época, a situação dos índios era desconhecida por parte da opinião pública, do Estado implementador de políticas públicas e da própria antropologia, cujos especialistas dispunham de informações desatualizadas, parciais e desiguais sobre um arco reduzido de povos indígenas da Amazônia.

## Rede de colaboradores
Foi nesse contexto que começou a se consolidar uma extensa rede de colaboradores, voluntários, não só para “colocar os índios no mapa do Brasil”, mas também para apoiá-los em seus projetos. São pesquisadores, indigenistas, missionários, índios, médicos, jornalistas, fotógrafos, entre outros, que apoiam a Enciclopédia dos Povos Indígenas nas atividades para dar visibilidade aos povos indígenas por meio de informações qualificadas.

## Prêmios
Em 2013 o site foi vencedor da categoria "Comunicação e Mobilização Social" na 26ª edição do Prêmio Rodrigo Melo Franco de Andrade. Criado em 1987, o prêmio do Instituto do Patrimônio Histórico e Artístico Nacional (IPHAN) é um reconhecimento a ações de proteção, preservação e divulgação do patrimônio cultural brasileiro.